# Стрэйтэйдж
Стрэйтедж, англ. straight edge (с англ. — «прямая линия», с англ. — «чёткая грань»), сокращённо — sXe — ответвление хардкор-субкультуры, возникшее как реакция на сексуальную революцию, гедонизм и другое отсутствие воздержанности, связанное с панк-роком. Носителей этой субкультуры называют стрэйтеджерами.
В своей простейшей форме философия straight edge отрицает употребление любых алкогольных напитков, табака, также любых других наркотических веществ в целом, и выступает против беспорядочных половых связей. А также она направлена на постоянное всестороннее развитие (материальное: социальное, физическое и т. д., и духовное: умственное, морально-нравственное и другое), и предусматривает в себе здоровый образ жизни. В некоторых случаях сюда входит ведение вегетарианского и веганского образа жизни, отказ от использования кофеиносодержащих продуктов и медикаментов.
Стрэйтеджеры руководствуются принципом «stay punk — stay clean».
Термин был заимствован из творчества музыкальной группы Minor Threat, написавшей песню под названием «Straight Edge». Основоположник стрэйтеджа — основатель и вокалист группы Ян Маккей (Ian Thomas Garner MacKaye).

## История

### Зарождение движения
Настроения, характерные для straight edge, встречаются в песнях группы Minor Threat начала 1980-х годов, одной из которых является одноименная «Straight Edge». Среди других примеров схожих настроений находится песня «Keep It Clean», написанная английской панк-группой первой волны The Vibrators, а также «I’m Straight» из сборника 1980 года Troublemakers группы The Modern Lovers музыканта Джонатана Ричмана, в которой выражался отказ от наркотиков. Наиболее близким жанром, связанным со straight edge, являлся панк-рок, в особенности хардкор-панк, распространившийся в конце 1970-х и начале 1980-х годов и охарактеризованный ускоренным темпом, а также «кричащим» стилем исполнения. Члены движения straight edge этого периода зачастую поддерживали изначальные идеи панка, такие как индивидуализм, презрение к работе и учёбе, а также взгляды вида «живи настоящим моментом».
Несмотря на то, что движение зарождалось на восточном побережье США в Вашингтоне, Бостоне и Нью-Йорке, оно быстро распространилось по территориям Соединенных Штатов и Канады. К 1980-м годам стали набирать популярность группы с западного побережья США, такие как America’s Hardcore (A.H.C.), Stalag 13, Justice League и Uniform Choice. В ранний период развития субкультуры концерты нередко были смешанными и состояли из групп, не имеющих отношения к движению straight edge, а также связанных с ним. Вскоре после этого обстоятельства изменились и это время стало рассматриваться как «предшествующее разделению двух направлений». К начальной стадии развития straight edge относились вашингтонские группы Minor Threat, State of Alert (S.O.A.), Government Issue и Teen Idles, группа 7 Seconds из города Рино, бостонские команды DYS и Negative FX, калифорнийские коллективы, упомянутые выше, а также нью-йоркские Cause for Alarm и The Abused.

### Youth Crew (середина 1980-х)
На протяжении периода «youth crew», начавшегося в середине 1980-х годов, влияние музыки на поклонников straight edge было высоким. Новые ответвления straight edge, получившие распространение в это время, исходили из идей, представленных в песнях. Известные группы тогда включали в себя Youth of Today, Gorilla Biscuits, Judge, Bold, Chain of Strength и Slapshot.
Начиная с середины 1980-х группа Youth of Today стала ассоциироваться с движением straight edge, а их песня «Youth Crew» выражала желание объединить поклонников этой музыки и сформировать движение. Самой популярной идеей, возникшей в период «youth crew», стало отождествление straight edge с вегетарианством. В 1988 году Youth of Today выпустила песню «No More», начавшую распространение этой идеи в рамках субкультуры. Лидер группы, Рэй Каппо, отобразил следующие взгляды в тексте песни:
Мясоедение, плотоядение. Подумайте об этом. Настолько бессердечно преступление, которое мы совершаем.
Оригинальный текст (англ.)Meat-eating, flesh-eating, think about it. So callous this crime we commit.
Последствием этого стала тенденция по защите прав животных и распространению веганства, которая в дальнейшем находилась на пике популярности в 1990-х годах.

### 1990-e
К началу 1990-х militant straight edge уже получил достаточную известность в субкультуре. Этот термин был связан с людьми, преданными идее, которые напрямую выражали свои мысли. Кроме того, такие люди осуждали других, отличались отсутствием толерантности, а также возможной агрессивностью. Примерами их взглядов являлись неприятие тех, кто не относится к движению, более заметная гордость своими взглядами и готовность применять насилие для продвижения «непорочного образа жизни».
Приблизительно в то же время многие приверженцы straight edge начали поддерживать веганство, что выражалось в песнях Earth Crisis и Path of Resistance, распространявших militant straight edge и теорию о правах животных. На этих взглядах впоследствии было основано более радикальное ответвление под названием «hardline», охарактеризованное биоцентризмом и другими идеями.
В середине 1990-х годов стиль игры нескольких групп, отстаивающих и поддерживающих социальную справедливость, освобождение животных и веганство, подвергся влиянию метала. Некоторые из групп этого периода состояли из Mouthpiece, Morning Again, Culture, Earth Crisis, Chorus of Disapproval, Undertow и Strife.

### 2000-e
После 1990-х годов некоторые из наиболее спорных аспектов, связанных со straight edge, стали терять популярность. В какой-то степени это было ответом на реакцию СМИ, которые описывали движение как преступную группировку.
В 2000-х годах начали регулярно проводиться концерты с участием как straight edge групп, так и не относящихся к субкультуре. Музыкальные жанры теперь стали достаточно разрозненными, включая в себя элементы классического хардкор-панка и метала. Этот период олицетворяют следующие группы: Rise Against, xAFBx, Allegiance, Black My Heart, Casey Jones, Champion, xCurraheex, Down to Nothing, Embrace Today, The First Step, Have Heart, H2O, Vitamin X, Good Clean Fun, Liferuiner, Rhinoceros, Righteous Jams, Stick to Your Guns, Suffocate Faster, Thin Line, Throwdown, xTyrantx и другие.

## Символ «Х»

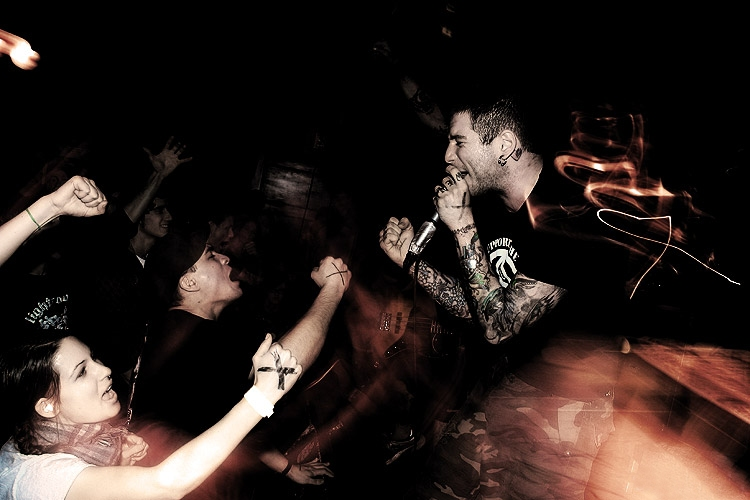
Итальянская группа To Kill на сцене. На руках собравшихся видны символы X

Знак «Х» является самым известным символом straight edge и нередко наносится на тыльную поверхность кисти руки, хотя существуют и исключения. Некоторые последователи straight edge также носят одежду и значки с соответствующей маркировкой. По данным нескольких интервью, проведенных журналистом Майклом Азеррадом, появление такого «Х» связано с коротким турне группы The Teen Idles, прошедшим в 1980 году. В одном из ночных клубов Сан-Франциско у группы был назначен концерт, но по прибытии в клуб его менеджеры узнали, что все музыканты были младше возраста, при котором разрешалось употребление спиртных напитков. Участников группы изначально не хотели пускать в помещение, но впоследствии на их руки были нанесены большие черные символы «Х», как знак того, что спиртное им продавать нельзя. По возвращении в Вашингтон The Teen Idles предложили ту же систему для использования в местных клубах, чтобы подростки могли посещать концерты, не употребляя алкоголь. В том же году группой был выпущен мини-альбом Minor Disturbance, на обложке которого видны две руки с черными «Х» на тыльных сторонах. Вскоре после этого символ начали связывать с образом жизни straight edge.
Зачастую в листовках и татуировках используется вариант, состоящий из трех символов «Х» («ХХХ»), а термин straight edge иногда сокращается до sXe. Кроме этого, такая маркировка может использоваться музыкальными коллективами или людьми, относящими себя к движению. Для этого символ добавляется к началу и концу названия или имени, например, xDEATHSTARx.

## Идеология
На ранних стадиях straight edge и его философия заключалась в том, чтобы бунтовать через самоконтроль. Обладая способностью контролировать свои действия, участник straight edge был бы лучше приспособлен для противостояния мейнстриму. Первая волна straight edge не навязывала правила другим, скорее участники предпочли следовать путям самоконтроля. Со второй волной straight edge эти правила использовались для контроля над другими. Кроме того, во второй волне произошли изменения в музыкальном стиле. Там, где на первую волну повлиял хардкор-панк, вторая волна привнесла аспекты музыки хэви-метал, которые еще больше подтолкнули к власти и контролю над другими. Замедление музыки отражало сосредоточенность людей на их пути к самоконтролю.

## Россия и СНГ
В России и остальной части СНГ Straight edge изначально был популизирован впоследствии роста популярности различных политических сторон, где идея самоконтроля была одной из побочных, а также из-за влияния и роста приверженцев различных других субкультур (например, скинхеды), как отдельная субкультура straight edge существовал крайне редко, но как философия или жизненная позиция был изначально. Также straight edge вновь стал популярен из-за роста людей ведущих здоровый образ жизни, так как он является непосредственным его элементом. Сейчас же в СНГ философия straight edge представляет собой стремление человека становиться лучше в материальном и духовном плане, а также стремление сделать мир вокруг себя лучше. Впоследствии многие его сторонники организуют и принимают участие в разного рода благотворительной деятельности.

## Виды Straight edge
Straight edge имеет довольно большое количество видов, формировавшихся с самого его зарождения. Некоторые из них:
- Политический — видоизменённый или дополненный идеями политических течений straight edge, при которых получает некоторые черты определённой политической идеологии придерживающиеся левого, правого или центристского мировоззрения.
- Религиозный — классический straight edge сам по себе не принуждает человека к вере, как таковой, но не исключает её наличие, а религиозный straight edge совмещает его идеи с поклонением и верой в бога и соблюдением религиозных догм.
- Hardline — это дополненный новыми и строгими ограничениями straight edge, который имеет свои характерные чёткие позиции в отличие от классического sXe.
- Softline sXe — обыкновенный straight edge, но кардинально выступающий против любого рода нарушения прав, нарушения прав человека, прав животных, насилия и насильственных действий, а также выступающий за всеобщее равноправие.
- Militant sXe — крайне радикальный straight edge, который борется любыми методами (вплоть до насильственных) за разделение своих идей в обществе, а также против любого рода наркозависимых (в том числе алкозависимых и табакозависимых) и распространения лёгких и тяжёлых наркотиков
- Pro-Life sXe — straight edge выступающий против абортов, эвтаназии и махинациями над людьми.
- Pro-choice sXe — антагонист Pro-Life движения, выступающий за право на аборты и другими манипуляция над людьми по их собственной воле.
- Vegan sXe — straight edge за полный отказ от продуктов животного происхождения.